# Џорџ Треном
Џорџ Алфред Треном (енгл. George Alfred Trenholm; IPA: , Чарлстон, 25. фебруар 1807 — Чарлстон, 9. децембар 1876) био је амерички политичар и министар финансија Конфедерације.
Рођен је у Чарлстону, Јужна Каролина. Након очеве смрти напустио је школу и запослио се у великој компанији у Чарлстону. 60-их година 19. века постао је један од најбогатијих људи у САД. У власништву је имао неколико хотела, а био је и директор банке у Чарлстону.
Треном је 18. јула 1864. именован за министра финансија Конфедерације САД, наследивши на том месту Кристофера Мемингера.
У априлу 1965, са остатком владе Конфедерације повукао се из Ричмонда стигавши до Форт Мила у Јужној Каролини. Дана 27. априла 1865. због болести је поднео оставку на место министра финансија. Касније је накратко затворен у Форт Пуласком код Саване у Џорџији. Преминуо је 9. децембра 1876. године.